# Часовня «Ясли»
Часовня «Ясли» — часовня при Мариинском детском приюте благотворительного общества «Ясли» в Таганрог. Разрушена в 1920-х годах.

## История
В конце XIX века в Таганроге участились случаи, когда новорожденных детей матери бросали на улице.
Внук Ивана Андреевича Варваци — Марк Николаевич Комнино-Варваци, пожертвовав пять тысяч рублей, предложил для содержания подобных малюток организовать общество «Ясли». По достижении ими 4-х летнего возраста детей переводили в детский приют.
Восьмого февраля 1890 года состоялось открытие приюта. К часу дня в помещение, а оно тогда размещалось в доме Е. М. Лакиер по Александровской улице (ныне Чехова, 96), собрались учредители — Е. М. Лакиер и Р. А. Хрещатицкий. В сослужении с архимандритом греческого монастыря настоятель собора Ф. П. Покровский отслужил молебствие с водосвятием и окропил святой водой все помещение. Приглашенным гостям хозяйка дома предложила завтрак. Члены Общества А. М. Стороженко, Н. П. Гудзенко, В. И. Бесчинский и господин Трахгеров заявили о желании содержать за свой счет по одному ребенку. В первый год на воспитание приняли 112 детей, в 1910 году содержалось 43 ребенка. 
В 1894 году Общество «Ясли» перешло в новое прекрасное помещение по Успенскому переулку (Добролюбовский, 2), при котором крупные экспортеры зерна братья Вениамин и Иоанн Бесчинские за свои средства выстроили кирпичную часовню. Освящение домовой церкви состоялось 14 ноября 1895 года и было посвящено памяти бракосочетания их Императорских Величеств. 
Часовня стояла возле обрыва над Градоначальническим спуском, напротив нынешней улицы Шмидта. Каждая женщина, вынужденная по каким-либо причинам отказаться от своего младенца, могла оставить его здесь. Подкидыша забирали в приют, где он воспитывался до 4 лет, а затем передавали в Николаевский приют для детей старшего возраста.
Часовня «Ясли» была разрушена в 1920-е годы, на месте бывшего приютского подворья находятся жилые дома (пер. Добролюбовский 2-а и 2-в). Изображений этой часовни не сохранилось.